# U-399
| U-399                      | U-399                                                          | U-399                                                          |
| -------------------------- | -------------------------------------------------------------- | -------------------------------------------------------------- |
|                            |                                                                |                                                                |
|                            |                                                                |                                                                |
|                            |                                                                |                                                                |
| Під прапором               | Третій рейх                                                    | Третій рейх                                                    |
| Спуск на воду              | 4 грудня 1943 року                                             | 4 грудня 1943 року                                             |
| Виведений зі складу флоту  | 26 березня 1945 року                                           | 26 березня 1945 року                                           |
| Сучасний статус            | затоплений                                                     | затоплений                                                     |
| Проєкт                     |                                                                |                                                                |
| Тип ПЧ                     | Торпедний ДПЧ                                                  | Торпедний ДПЧ                                                  |
| Основні характеристики     |                                                                |                                                                |
| Швидкість (надводна)       | 17,7 вузлів                                                    | 17,7 вузлів                                                    |
| Швидкість (підводна)       | 7,6 вузлів                                                     | 7,6 вузлів                                                     |
| Робоча глибина занурення   | 100 м                                                          | 100 м                                                          |
| Гранична глибина занурення | 220 м                                                          | 220 м                                                          |
| Екіпаж                     | 44 осіб                                                        | 44 осіб                                                        |
| Розміри                    |                                                                |                                                                |
| Довжина найбільша (по КВЛ) | 67,1 м                                                         | 67,1 м                                                         |
| Ширина корпусу найб.       | 6,2 м                                                          | 6,2 м                                                          |
| Висота                     | 9,6 м                                                          | 9,6 м                                                          |
| Середня осадка (по КВЛ)    | 4,70 м                                                         | 4,70 м                                                         |
| Водотоннажність надводна   | 769 т                                                          | 769 т                                                          |
| Озброєння                  |                                                                |                                                                |
| Артилерія                  | одна палубна гармата калібру 88-мм, одна 20-мм зенітна гармата | одна палубна гармата калібру 88-мм, одна 20-мм зенітна гармата |
| Торпедно- мінне озброєння  | 4 носових і один кормовий ТА. 14 торпед                        | 4 носових і один кормовий ТА. 14 торпед                        |

U-399 — німецький підводний човен типу VIIC, часів Другої світової війни.
Замовлення на будівництво човна було віддане 25 серпня 1941 року. Човен був закладений на верфі суднобудівної компанії «Howaldtswerke AG» у містіКіль 12 листопада 1942 року під заводським номером 31, спущений на воду 4 грудня 1943 року, 22 січня 1944 року увійшов до складу 5-ї флотилії. Також за час служби входив до складу 11-ї флотилії.
Човен зробив 1 бойовий похід, у якому потопив 1 та пошкодив 1 судно.
26 березня 1945 року затоплений у Англійському каналі затоплений біля Лендс-Енд (49°56′ пн. ш. 05°22′ зх. д. / 49.933° пн. ш. 5.367° зх. д.) глибинними бомбами британського фрегата «Дакворт». 46 членів екіпажу загинули, 1 врятовано.

## Командири
- Оберлейтенант-цур-зее резерву Курт ван Метерен (22 січня — 2 липня 1944)
- Оберлейтенант-цур-зее резерву Гайнц Бузе (3 липня 1944 — 26 березня 1945)

## Потоплені та пошкоджені кораблі[3]
| Назва             | Тип           | Належність | Дата            | Тоннаж (БРТ) | Вантаж                                     | Статус     | Місце                                                      |
| James Eagan Layne | торгове судно | США        | 21 березня 1945 | 7 176        | 4 500 т армійського інженерного обладнання | пошкоджено | 50°13′ пн. ш. 04°05′ зх. д. / 50.217° пн. ш. 4.083° зх. д. |
| Pacific           | торгове судно | Нідерланди | 26 березня 1945 | 362          | 350 т вугілля                              | потоплено  | 49°54′ пн. ш. 05°17′ зх. д. / 49.900° пн. ш. 5.283° зх. д. |